# Laguna Beach (Fernsehserie)
Laguna Beach: The Real Orange County ist eine Reality-TV-Fernsehserie, die von 2004 bis 2006 von MTV produziert wurde. Sie umfasst drei Staffeln mit insgesamt 43 Folgen.
Laguna Beach (Kalifornien) ist eine wohlhabende und an der Küste des Orange Countys gelegene Kleinstadt. Die Serie begleitet einige dort aufwachsende Jugendliche in ihrem Alltag.
Der Untertitel „The Real Orange County“ ist eine Anspielung auf die ein Jahr zuvor gestartete Serie O.C., California, die ebenfalls in Orange County spielt und die im Gegensatz zu Laguna Beach fiktiv ist.

## Handlung

### Laguna Beach: The Real Orange County
Alle drei Staffeln begleiten die Abschlussklasse der Laguna Beach High School. Die Staffeln enden daher auch kurz nach der Abschlussfeier. Wichtige Ereignisse sind somit neben der Abschlussfeier die Winter Formals und die Prom.
Die erste Staffel enthält 11 Folgen und wurde ab dem 28. September 2004 ausgestrahlt. Sie wird aus der Sicht von Lauren Conrad erzählt. Die Staffel konzentriert sich im Wesentlichen auf die Dreiecksbeziehung zwischen ihr, Stephen Colletti und Kristin Cavallari. Die im Vorspann genannten weiteren Personen (Trey, Christina, Morgan, Talan und Lo) spielen kaum eine Rolle. Eine Einblendung am Anfang jeder Folge gibt an, dass die Handlung der Staffel sich über sechs Monate erstreckt und die Personen und Geschehnisse real, also nicht fiktiv, seien.
Bereits zu Beginn der Staffel wird deutlich, dass Lauren und Kristin keine Freunde sind. Lauren ist zwar an Stephen interessiert, doch dieser fühlt sich eher von Kristin angezogen, obwohl er manchmal von Kristins Verhalten abgeschreckt wird. Am Ende Staffel sind beide ein Paar, aber mit dem Abschluss der High School steht die Beziehung an einem Scheidepunkt, da Stephen nach San Francisco geht, um dort zu studieren. Auch Lauren hat sich für ein Studium an derselben Uni entschieden und ist damit in Stephens Nähe.
Die zweite Staffel enthält 18 Folgen und begann am 25. Juli 2005. Die Erzählerin ist diesmal Kristin Cavallari. Im Unterschied zur vorherigen Staffel konzentriert sich die Handlung nicht nur auf eine Liebesbeziehung. Die Handlung der ersten Staffel um Lauren, Kristin und Stephen rückt durch die Einführung neuer Darsteller in den Hintergrund.
Lauren hat ihr Studium in San Francisco abgebrochen und ist nach Laguna Beach zurückgekehrt. Stephen studiert weiter in San Francisco und kommt ab und zu nach Laguna Beach. Er trifft sich sowohl mit Lauren als auch mit Kristin. Obwohl eine Beziehung mit Lauren aussichtsreicher scheint, ist er mehr an Kristin interessiert. Kristin gibt ihm aber zu verstehen, dass sie an einer Beziehung mit ihm nicht interessiert sei. Später stellt es sich heraus, dass auch Lauren nicht mehr an ihm interessiert ist. Stattdessen trifft sie sich mit Jason Wahler und die beiden werden ein Paar. Ihre Beziehung wird weiter in der Nachfolgerserie The Hills gezeigt.
Jason Wahler wird zusammen mit Jessica Smith als ein neues Paar in der Serie eingeführt. Die Beziehung ist bereits etwas zerrüttet, so dass Jason bereits am Anfang der Staffel Interesse an Alex Murrel zeigt. Während der Staffel trennt sich Jason von Jessica und er und Alex werden ein Paar. Doch auch diese Beziehung endet nach kurzer Zeit, so dass es gegen Ende der Staffel zu der Beziehung zwischen Jason und Lauren kommt.
Ein weiteres Beziehungsgeflecht bilden Talan Torriero, Taylor Cole und Kristin aus der ersten Staffel. Talan und Taylor kennen sich bereits sehr lange. Talans Interesse an Taylor wird von ihr nicht erwidert, so dass er es mit Kristin versucht, was aber auch erfolglos bleibt.
Die dritte Staffel enthält 16 Folgen und begann am 16. August 2006. Erzählerin der Folgenzusammenfassungen ist Tessa Keller. Am Anfang der Folgen wird eingeblendet, dass sich die Handlung über acht Monate erstreckt. Die Personen aus der ersten Staffel und aus der zweiten Staffel (mit Ausnahme von Jessica) spielen keine Rolle.
Im Wesentlichen dreht sich die Handlung um zwei Cliquen um Tessa Keller und Kyndra Mayo, die früher befreundet waren und nun sich nicht mehr mögen. Tessa, Kyndra und Jessica haben im Laufe der Staffel eine Affäre mit Cameron Brinkman. Diese und weitere Beziehungen sind jeweils von kurzer Dauer.

### Newport Harbor: The Real Orange County
Die Serie besteht aus zwei Staffeln. Die erste Staffel enthält acht Folgen und wurde ab dem 13. August 2007 ausgestrahlt. Die Serie begleitet die Freunde Chrissy Schwartz (Erzählerin), Sasha Dunlap, Allie Stockton, Samantha Kuhns, Clay Adler, Grant Newman und Chase Cornwell über einen Zeitraum von sechs Monaten. Die Handlung endet wie in Laguna Beach kurz nach der Abschlussfeier der High School. Die Eltern der Darsteller sind etwas mehr in die Handlung eingebunden, im Unterschied zu Laguna Beach, wo die Eltern kaum zu sehen waren. In der Handlung geht es um die Beziehung zwischen dem Paar Chrissy und Clay und dem Paar Allie und Chase.
Die zweite Staffel begann am 12. Dezember 2007 und enthielt vier Folgen. Anders als in Laguna Beach werden mit der neuen Staffel nur wenige neue Darsteller eingeführt. Der Fokus bleibt auf den Darstellern der ersten Staffel und im Besonderen auf der Beziehung zwischen Chrissy und Clay.

## Besetzung

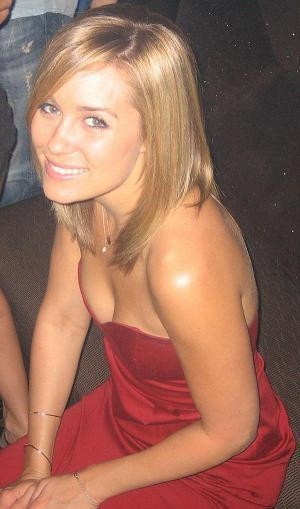
Lauren Conrad

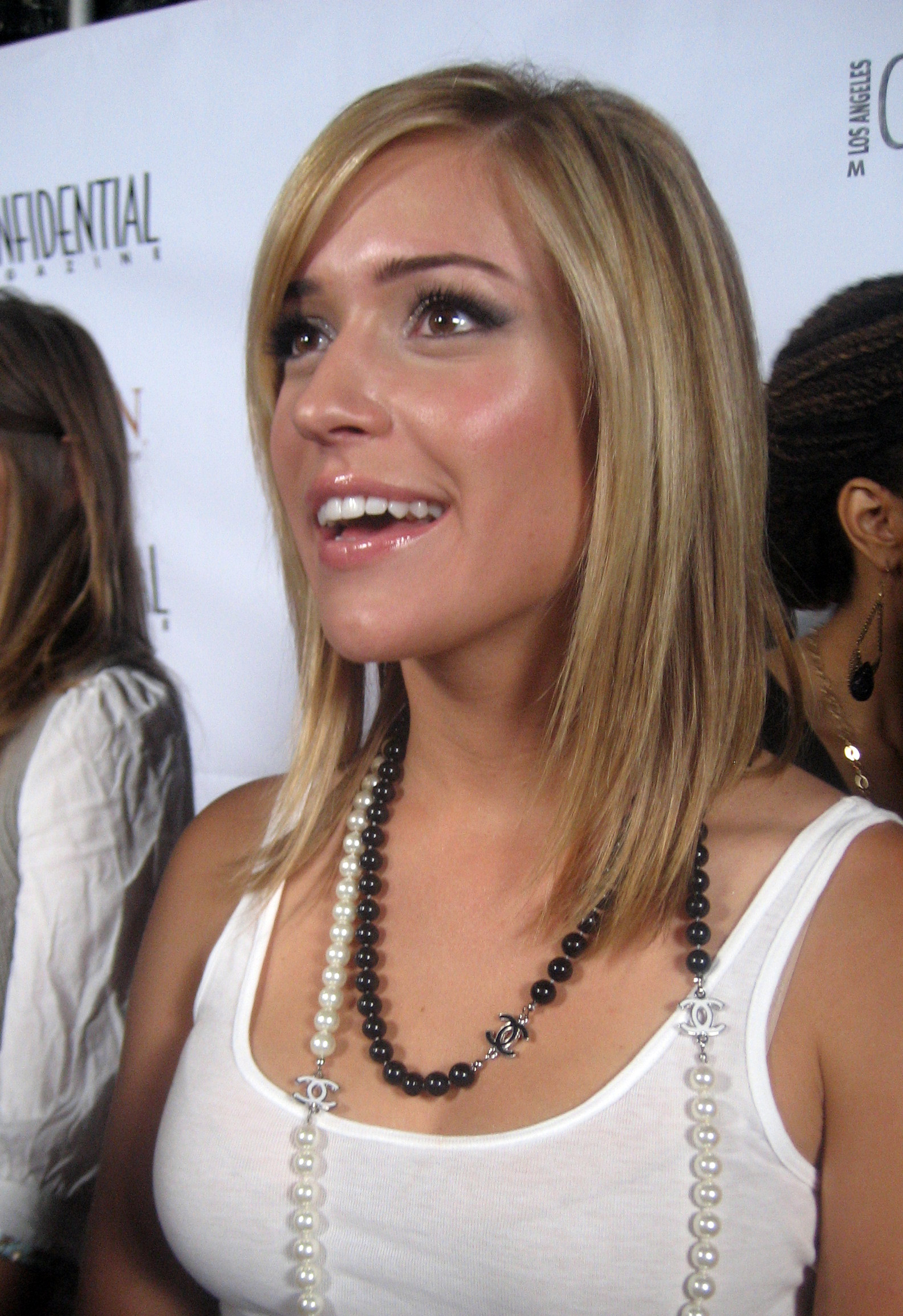
Kristin Cavallari

### Lauren Conrad
Lauren Conrad (* 1. Februar 1986 in Laguna Beach, Kalifornien) ist die Darstellerin, die am meisten von der Popularität der Serie profitiert hat. Sie war an den ersten beiden Staffeln von Laguna Beach beteiligt und entschloss sich danach für eine Karriere in der Modebranche. Dabei ließ sie ihr Leben von MTV in den ersten fünf Staffeln der Nachfolgerserie The Hills filmen.
Sie erhielt zwischen 2006 und 2009 viermal in Folge den Teen Choice Award für ihre Rolle in The Hills. Sie erschien auf dem Cover der Teen Vogue, wo sie selbst als Praktikantin arbeitete. Im November 2008 erschien sie auf dem Cover der Cosmopolitan.
Während der Serie The Hills brachte sie eine eigene Mode-Kollektion heraus, die in den USA in über 500 Boutiquen verkauft wurde. Zusätzlich trat sie in der Werbung für Mark cosmetics und AT&T auf. Das Forbes Magazine schätzte ihr Einkommen in den Jahren 2007 und 2008 auf 1,5 Millionen $. Im Jahr 2009 veröffentlichte sie einen Roman, der auf ihrem eigenen Leben basierte.

### Kristin Cavallari
Kristin Cavallari (* 5. Januar 1987 in Denver, Colorado) ist die zweite Darstellerin, die in zwei Staffeln von Laguna Beach die Hauptrolle spielte. Im Gegensatz zu Lauren Conrad versuchte sie nach Laguna Beach eine Schauspielkarriere zu beginnen. Sie hatte einige Moderationsauftritte (z. B. UPN’s Get This Party Started), sowie einige Rollen in TV-Filmen und Auftritte als Nebendarstellerin in den Serien CSI: NY und Veronica Mars. Des Weiteren erschien sie im Oktober 2005 auf dem Titelbild der Seventeen sowie der Teen People Magazine. Mit dem Ausstieg von Lauren Conrad aus The Hills wurde sie als neue Hauptdarstellerin verpflichtet.

### Stephen Colletti
Stephen Colletti (* 13. Februar 1986 in Laguna Beach, Kalifornien) spielte in den ersten zwei Staffeln von Laguna Beach die Hauptrolle. Ebenso wie Kristin Cavallari entschloss er sich für eine Schauspielkarriere. Sein größter Erfolg war bisher seine Nebenrolle in der Serie One Tree Hill.

### Weitere Darsteller
Im Wesentlichen wurden allen weiteren Darstellern, besonders denen aus der dritten Staffel von Laguna Beach und von Newport Harbor, keine weiteren Rollen angeboten. Das gilt auch für Jessica Smith, die wie Lauren Conrad und Kristin Cavallari in zwei Staffeln auftrat. Jason Wahler spielte, wegen seiner Beziehung zu Lauren Conrad, in der ersten Staffel von The Hills mit. Talan Torriero aus der zweiten Staffel ergatterte einige Rollen in kleinen Filmproduktionen.

## Einschaltquoten
Die Serie war von Anfang an ein Quotenerfolg in der für MTV wichtigen Zielgruppe der 12- bis 24-jährigen Zuschauer. Die erste Staffel der Serie erreichte durchschnittlich 2,2 Millionen Zuschauer. Während der zweiten Staffel 2005 erreichte die Serie Einschaltquoten von 3,1 Millionen Zuschauern in den USA. Für den Erfolg sorgte eine massive Werbekampagne, in der MTV die Serie in 2200 Kinos mit einer dreiminütigen Werbung bewarb. Die Hauptdarsteller Lauren Conrad, Kristin Cavallari und Stephen Colletti wurden bereits nach einer Staffel zu Berühmtheiten und erhielten Schauspielangebote.
In der dritten Staffel sind die Quoten zurückgegangen.
Dies wurde auf das Ausscheiden der drei oben genannten Hauptfiguren zurückgeführt, an die sich die Zuschauer in den ersten beiden Staffeln gewöhnt hatten. Der Rückgang der Quoten führte dazu, dass eine geplante vierte Staffel in Laguna Beach nicht realisiert wurde. Stattdessen lief ab Mitte August 2007 auf MTV ein Spin-off namens Newport Harbor: The Real Orange County. Die Serie spielt in der Stadt Newport Beach, die sich ebenfalls in Orange County befindet.

## Produktionsdetails und Authentizität
Die Idee hinter der Serie war eine Reality-TV-Version von Beverly Hills, 90210 und stammt von der ausführenden Produzentin Liz Gateley. Zusammen mit dem Co-Produzenten Tony DiSanto und dem Kameramann Hisham Abed wurden Qualitätsrichtlinien für die Optik und Musik festgelegt, um den üblichen Eindruck von Reality-TV-Serien zu vermeiden. So werden statt Handkameras, die wacklige Bilder erzeugen, Panasonic DVCPR050 Kameras mit einer Speziallinse eingesetzt, die für die Hochglanzoptik sorgen. Weiterhin im Unterschied zu anderen Reality-TV-Serien werden Pop-Songs zur Unterstützung der Szenen eingesetzt. Vor dem Start der Serie wurden auch Interviews mit den Bewerbern durchgeführt, um die führenden Personen der Cliquen der Jugendlichen zu identifizieren.
Es gab nur in der ersten Folge eine Drehgenehmigung in der Laguna Beach High School, die jedoch bald zurückgezogen wurde. Daher spielen viele Szenen in den privaten Räumlichkeiten der Darsteller. Laut der Darstellerin Lauren Conrad hatte MTV auch zunächst den Eindruck erweckt, es handele sich um eine Dokumentation. Ein weiterer Grund für die Rücknahme der Drehgenehmigung war ein Vorfall beim Super Bowl 2004, wo während der Halbzeit-Show von MTV Janet Jacksons Brust entblößt wurde.
Während einige Kritiker sowie Zuschauer die Serie als gestellt bezeichnen, streiten die Produzenten dies im Wesentlichen ab. Handlung und Dialog seien nicht vorgegeben. Jedoch hätte man die Darsteller gebeten, mit wichtigen Gesprächen zu warten, bis die Kameras vor Ort sind oder Orte aufzusuchen, für die man eine Dreherlaubnis hat. Die einzige Manipulation seien die Entscheidungen über die Ereignisse, die in der Serie gezeigt werden.

## Reaktionen und Folgen
Die Bürger und im Besonderen die Eltern in Laguna Beach waren über die Darstellung ihrer Stadt und dem vermeintlich negativen Einfluss der Serie auf die Jugendlichen in Laguna Beach nicht begeistert. Während die Bürger ihre Stadt als „ein Ort der Kultur und der Kunst“ sehen würden, zeige MTV eher verwöhnte Jugendliche, die „zwischen ihren Mexiko-Ausflügen“ sich mit ihren Liebschaften beschäftigen und „ständig Partys feiern“. Auch gaben einige Eltern an, dass die Serie die Jugendlichen zum Alkohol- und Tabakkonsum animiere. Die Polizei vermutete, dass einige Teenager eine falsche Anschrift angegeben haben, um sich in der Laguna Beach High School einschreiben zu können. So gab es im Jahr 2005 eine neue Höchstmarke von 300 Einschreibungen. Eine Folge hiervon sei ein erhöhtes Verkehrsaufkommen um die High School gewesen. Die Hoffnung der Teenager war es, nicht nur die Stars der Serie sehen zu können, sondern auch selbst gecastet zu werden. Auch die lokalen Geschäfte verzeichneten eine Steigerung der Touristen, die in die Stadt gekommen waren, um die Stars der Serie zu sehen.
Im Gegenzug waren einige Eltern der Meinung, dass die Reaktionen auf die Sendung übertrieben seien. So kämen keine Horden von Kindern in die Stadt, und die Darsteller hätten auch von der Serie profitiert. Dass MTV die Teenager nur auf Partys zeige, sei einfach eine Konsequenz aus der Verweigerung der Dreherlaubnis auf dem Schulgelände. Und für das Verbot seien einige Eltern selbst verantwortlich.

## Kritiken
Die New York Times sah den Rückgang der Quoten in der dritten Staffel voraus. In ihrer Kritik vermutet Virginia Heffernan, dass Laguna Beach mit der dritten Staffel keine neuen Fans dazugewinnen würde. Die Ursache hierfür sei die Hauptfigur Tessa, die „zuviel Realität“ (wegen einer Krankheit, die in ihrer Biographie erwähnt wird) in den „fortwährenden Sonnenschein“ bringen würde, die die Serie in den vorherigen Staffeln ausgezeichnet hätte. Tessa, die sich mit Kyndra entzweit habe, sei damit kein Mitglied der führenden Clique und daher schlicht „uncool“.
Die Handlung der ersten beiden Staffeln beschreibt sie als einfach zu verfolgen und ohne viele sich verändernde Elemente.